# Francis Cuggy
Francis Cuggy (Newcastle upon Tyne, 15 giugno 1889 – Newcastle upon Tyne, 27 marzo 1965) è stato un calciatore e allenatore di calcio inglese, di ruolo centrocampista.

## Carriera

### Club
Ha sempre giocato nel campionato inglese.

### Nazionale
Ha giocato due partite con la nazionale inglese, nel 1913 e nel 1914.

## Palmarès

### Giocatore

#### Competizioni nazionali
- Campionato inglese: 1

Sunderland: 1912-1913